# Schweißnahtfehler
Schweißnahtfehler einer Schweißverbindung sind Ausdruck einer verminderten Fertigungsqualität. Über die Gebrauchstauglichkeit des gefertigten Erzeugnisses können bei deren Feststellung keine Aussagen getroffen werden. Geometrische Unregelmäßigkeiten an metallischen Schweißverbindungen werden in der DIN EN ISO 6520 Teil 1 und 2 beschrieben. Teil 1 behandelt die Schmelzschweißverbindungen und Teil 2 die Pressschweißverbindungen. Die Norm versteht unter dem Begriff Unregelmäßigkeiten (engl.: imperfections) eine „Fehlstelle in der Schweißung oder eine Abweichung von der vorgesehenen Geometrie“ und ein Fehler eine „unzulässige Unregelmäßigkeit“. D. h., es gibt zulässige und unzulässige Unregelmäßigkeiten.
Grenzwerte für die Bewertung der Unregelmäßigkeiten sind den verschiedenen Bewertungsnormen z. B. ISO 5817, ISO 10042, ISO 13919-1/-2 zu entnehmen. Das DVS-Merkblatt 0703 ist ergänzend zur ISO 5817 zu sehen. Es beschreibt die Ursachen für die Entstehung der Unregelmäßigkeiten und gibt zusätzlich Informationen zu Abhilfemaßnahmen.

## Schmelzschweißen
Die DIN EN ISO 6520-1 unterscheidet sechs Hauptgruppen von geometrischen Unregelmäßigkeiten:
1. Risse
2. Hohlräume
3. Feste Einschlüsse
4. Bindefehler und ungenügende Durchschweißung
5. Form- und Maßabweichungen
6. Sonstige Unregelmäßigkeiten.

Risse sind örtliche Trennungen im festen Zustand des Materials und entstehen bei der Abkühlung oder später infolge von Spannungen in der Schweißnaht oder in der Wärmeeinflusszone. Es werden je nach der Richtung des Rissverlaufs und dem Ort des Rissauftretens verschiedene Rissarten unterschieden.
Hohlräume können durch Gaseinschlüsse entstehen. Kugelförmige Hohlräume werden Poren genannt, die im erstarrten Schweißgut gleichmäßig verteilt sein können oder als Porenzellen oder Porennester auftreten können. Hohlräume treten auch als Gaskanal parallel zur Schweißnahtachse auf. Erreicht der Hohlraum im Augenblick der Erstarrung die Nahtoberfläche, ist also zur Oberflächen hin offen, spricht man von Oberflächenporen. Einen Hohlraum, der durch Materialschrumpfung beim Erstarren des Schweißgutes entsteht, nennt man Lunker.
Feste Einschlüsse sind Fremdstoffeinlagerungen im Schweißgut. Es kann sich dabei um Schlacke, Reste von Flussmitteln oder Oxiden in unterschiedlicher Anordnung handeln. Auch Einschlüsse von Fremdmetall (z. B. Wolfram der Elektrode beim WIG-Schweißen) zählt zu diesen Unregelmäßigkeiten. Auch unerwünschte Oxidfilmbeläge durch unzureichenden Schutz vor Luftzutritt sind Unregelmäßigkeiten, die in diese Hauptgruppe fallen.
Von Bindefehlern spricht man, wenn zwischen Schweißgut und Grundwerkstoff oder bei mehrlagiger Schweißung zwischen den einzelnen Lagen keine feste Verbindung besteht. Ist der tatsächliche Einbrand geringer als vorgesehen, spricht man von  ungenügender Durchschweißung.
Zu den Form- und Maßabweichungen zählen mangelhafte Geometrien der Schweißnaht und alle Formen von Einbrandkerben. Dazu rechnet man auch zu großen Überhöhungen der Naht und Nahtwurzel, einen zu schroffen Nahtübergang, den Schweißgutüberlauf auf der Oberfläche oder Nahtwurzel und das Durchbrennen der Schweißnaht, so dass ein durchgehendes Loch entsteht. Jede Art von Nahtversatz fällt in diese Hauptgruppe ebenso die Unterwölbung von Teilen der Schweißnaht. Abweichende Abmessungen der vorgeschriebenen Schweißnahtmaße sind Unregelmäßigkeiten dieser Hauptgruppe.
Unregelmäßigkeiten, die sich in die ersten fünf Hauptgruppen nicht einordnen lassen, werden als sonstige Unregelmäßigkeiten bezeichnet. Das können Zündstellen sein oder Spritzer, die beim Schweißen entstehen und auf dem geschweißten Werkstück haften. Kerben, die bei der Nachbearbeitung entstehen können, wie Schleif- oder Meißelkerben, sind solche Unregelmäßigkeiten. Auch Verfärbungen durch Anlauffarben sind oft unerwünscht, ebenso Reste von Flussmitteln, Schlacke und Verzunderungen.
Die aktuell gültige ISO 6520-1 ist im Jahr 2007 erschienen.

## Pressschweißen
Für Pressschweißverbindungen werden in der Norm DIN EN ISO 6520-2:2013-12 Unregelmäßigkeiten von Pressschweißverbindungen definiert.
Es werden ebenfalls sechs Hauptgruppen ähnlich dem Schmelzschweißen definiert, wobei der Buchstabe P das Pressschweißen kennzeichnet.
1. P1 – Risse
2. P2 – Hohlräume
3. P3 – Feste Einschlüsse
4. P4 – Bindefehler
5. P5 – Form- und Maßabweichungen
6. P6 – Sonstige Unregelmäßigkeiten.

Die auftretenden Risse beim Punktschweißen können vielfältig geformt sein und in unterschiedliche Richtungen verlaufen. Besonderheiten sind Risse im Stauchwulst beim Stumpfschweißen, die häufig mit Einschlüssen verbunden sind. Hohlräume treten auch beim Pressschweißen als Gaseinschlüsse und Poren auf. Feste Einschlüsse sind Fremdstoffeinlagerungen meist als Oxide. Bei Stumpfschweißverbindungen können auch in nicht ausgestauchter Restschmelze Verunreinigungen enthalten sein. Bindefehler findet man bei der Stumpfschweißung, ebenso beim Folienrollennahtschweißen. Form- und Maßabweichungen ergeben sich beim Stumpfschweißen durch einen übergroßen Stauchwulst oder Versatz der Schweißkanten, beim Widerstandspunktschweißen durch Abweichungen von der vorgeschriebenen Linsengeometrie oder der zugelassenen Eindrucktiefe, beim Stumpfschweißen von Rohren aufgeweitete Rohrdurchmesser im Schweißbereich.
Die Norm DIN EN ISO 6520-2:2013-12 enthält eine Tabelle mit der Zusammenfassung, welche Unregelmäßigkeiten bei welchen Pressschweißverfahren vorkommen können.
Die VW-Konzernnorm PV6702 fasst die Beschreibung der Unregelmäßigkeiten und ihre zulässigen Größenordnungen in Abhängigkeit vom gewünschten Qualitätsniveau für Punktschweißverbindungen zusammen.